# 169-й навчальний центр (Україна)
169 навчальний центр імені князя Ярослава Мудрого, відомий як навчальний центр «Десна» (в/ч А0665) — військова частина Збройних сил України, що спеціалізується на підготовці особового складу для різних родів Сухопутних військ України. Знаходиться в селище Десна Чернігівської області. Підпорядковується безпосередньо командуванню Сухопутних військ.
Навчальний центр носить ім'я Ярослава Мудрого ― князя Київської Русі, що правив на початку XI століття.

## Історія
У 1992 р. особовий склад 169-го гвардійського окружного навчального центру СРСР одним із перших склав присягу на вірність народу України. 4 жовтня 1994 р. навчальному центру вручено Бойовий прапор.
Станом на 1995 рік навчальний центр був перепідпорядкований командуванню 1-го армійського корпусу Одеського військового округу.
Станом на 1999 рік у зв'язку з продовженням інтенсивної бойової підготовки, але поганим економічним становищем, у навчальному центрі знаходились в очікуванні капітального ремонту близько 200 танків Т-64 та більше 100 БМП.
Декілька десятків офіцерів, прапорщиків та військовослужбовців служби за контрактом навчального центру брали участь у виконання миротворчих місій у складі військових формувань під егідою ООН: Югославія, Ліван, Кувейт, Ірак, Сьєра-Леоне.
В 2001 році 389-й гвардійський танковий полк був перетворений на 931-й гвардійський навчальний механізований полк.
В 2002 році розформовано 467-й гвардійський навчальний артилерійський полк.
Станом на 2002 рік, за даними начальника центру Володимира Замани, до 3-4 відсотків підвищилася кількість осіб, що йшли до центру із вищою освітою, яких раніше майже не було.

### Російсько-українська війна
Напередодні російської агресії навчальний центр з підпорядкованими військовими частинами переформовано до штату механізованої бригади. Внаслідок чого можливості з щорічної підготовки військовослужбовців-фахівців для Сухопутних військ знизилась з понад 1500 до 150, що призвело до дефіциту в бойових частинах військовослужбовців за спеціальностями: механік-водій, навідник-оператор, гранатометник тощо.
24 лютого 2018 року відбувся перший випуск 42 марксменів — піхотних снайперів (стрільців), які незабаром повернуться до своїх бригад. Тренування тривало місяць. Такої посади ще донедавна не було в українській армії, проте вони були у провідних арміях світу. Підготовлені військові мають влучати у ціль з відстані 600 метрів і працюватимуть на передовій українського фронту.
На початку жовтня 2018 року була створена та розпочала роботу Школа підготовки танкістів, за рішенням Головнокомандувача ЗСУ — начальника Генерального штабу Віктора Муженка.
5 грудня 2020 року президент України присвоїв бригаді почесне найменування: «169 навчальний центр імені князя Ярослава Мудрого».
Під час повномасштабної російської збройної агресії 17 травня 2022 року обстріляно ракетами казарми навчального центру. Розбирання завалів тривало кілька днів, під ними виявили тіла 87 загиблих.

## Побут
25 жовтня 2018 року навчальний центр перейшов на харчування за новою системою харчування за каталогом.
У січні 2020 року завершене будівництво 5 казарм поліпшеного планування для військовослужбовців контрактної служби. У нових гуртожитках зможе розміститися більше 600 військовослужбовців контрактників з постійного складу Навчального центру.

## Структура

### На кінець 1991 року
- 5-й навчальний танковий полк;
- 300-й навчальний танковий полк;
- 389-й навчальний танковий полк;
- 354-й навчальний мотострілецький полк;
- 467-й навчальний артилерійський полк;
- 1121-й навчальний зенітний ракетний полк;
- 1377-й окремий навчальний розвідувальний батальйон;
- 554-й окремий навчальний батальйон зв'язку;
- 257-й окремий навчальний інженерно-саперний батальйон;
- 18-й окремий навчальний батальйон РХБз;
- 507-й окремий навчальний ремонтно-відновлювальний батальйон;
- 718-й окремий навчальний автомобільний батальйон;
- окремий навчальний медичний батальйон

### На вересень 2011 року
- 6-й навчальний артилерійський полк;
- 354-й навчальний механізований полк
- 300-й навчальний танковий полк
- 1121-й окремий навчальний зенітний ракетний дивізіон
- 718-й окремий навчальний автомобільний батальйон
- 507-й окремий навчальний ремонтно-відновлювальний батальйон
- 33-й полігон

### 2022
- 300-й навчальний танковий полк
- 354-й навчальний механізований полк
- 507-й окремий навчальний ремонтно-відновлювальний батальйон
- 718-й окремий навчальний автомобільний батальйон
- 197-й центр підготовки сержантського складу
- 205-й навчальний центр тактичної медицини
- Школи підготовки піхотних снайперів[13]
- 33-й полігон

## Начальники
- 1994—1996: полковник/генерал-майор Нуруллін Рауф Шайхуллович[14]
- 1999—2003: генерал-майор Замана Володимир Михайлович[15]
- ???—2005: полковник/генерал-майор Безпальчук Віктор Володимирович[16]
- 2006—2007: полковник/генерал-майор Бокій Віктор Григорович[17]
- 2008—2009: полковник/генерал-майор Плахута Ігор Вікторович[18]
- 2011—2012: генерал-майор Бокій Віктор Григорович[19]
- 2012—2013: полковник/генерал-майор Танцюра Ігор Іванович[20]
- 2015—2017: генерал-майор Мікац Олег Михайлович
- 2017—2021: генерал-майор Ніколюк Віктор Дмитрович
- 2021—202?: бригадний генерал Жакун Олександр Миколайович[21]
- 2023—202?: бригадний генерал Сидоренко Михайло Павлович[22]
- на 2025: бригадний генерал Майстренко Олексій Сергійович[23]

## Символіка
Щит нарукавного знака 169 навчального центру, що затверджений 19 жовтня 2022 р., поділено навскісно на чотири частини двома золотими мечами, що їх покладено навхрест вістрями вгору. У верхній частині на зеленому полі зображено червоне полум'я. У нижній частині — на блакитному полі золотий знак великого князя Ярослава Володимировича. Над емблемою вміщено зелену стрічку з гаслом «НАВЧАЄМО ПЕРЕМАГАТИ».

## Втрати
- старшина Грановський Андрій Олександрович; 13 серпня 2014
- прапорщик Коворотний Сергій Володимирович; 26 серпня 2014
- майор Бондаренко Володимир Олександрович; 31 серпня 2014
- 31 серпня 2014 старший сержант Савченко Юрій Борисович
- старший сержант Титок Дмитро Миколайович; 31 серпня 2014
- сержант Шелепаєв Олександр Анатолійович; 31 серпня 2014
- прапорщик Женжеруха Володимир Михайлович; 1 вересня 2014
- старший солдат Приходько Олександр Валентинович; 26 вересня 2014
- старший солдат Озеров Максим Петрович; 26 вересня 2014 р
- полковник Рвачов Володимир Ігорович; 16 листопада 2014
- підполковник Яжук Микола Петрович; 16 листопада 2014
- полковник Соснюк Віктор Володимирович; 17 лютого 2015
- солдат Стасій Олег Олександрович; 29 грудня 2016[25]
- старший сержант Селіхов Роман Павлович; 10 листопада 2018

## Галерея

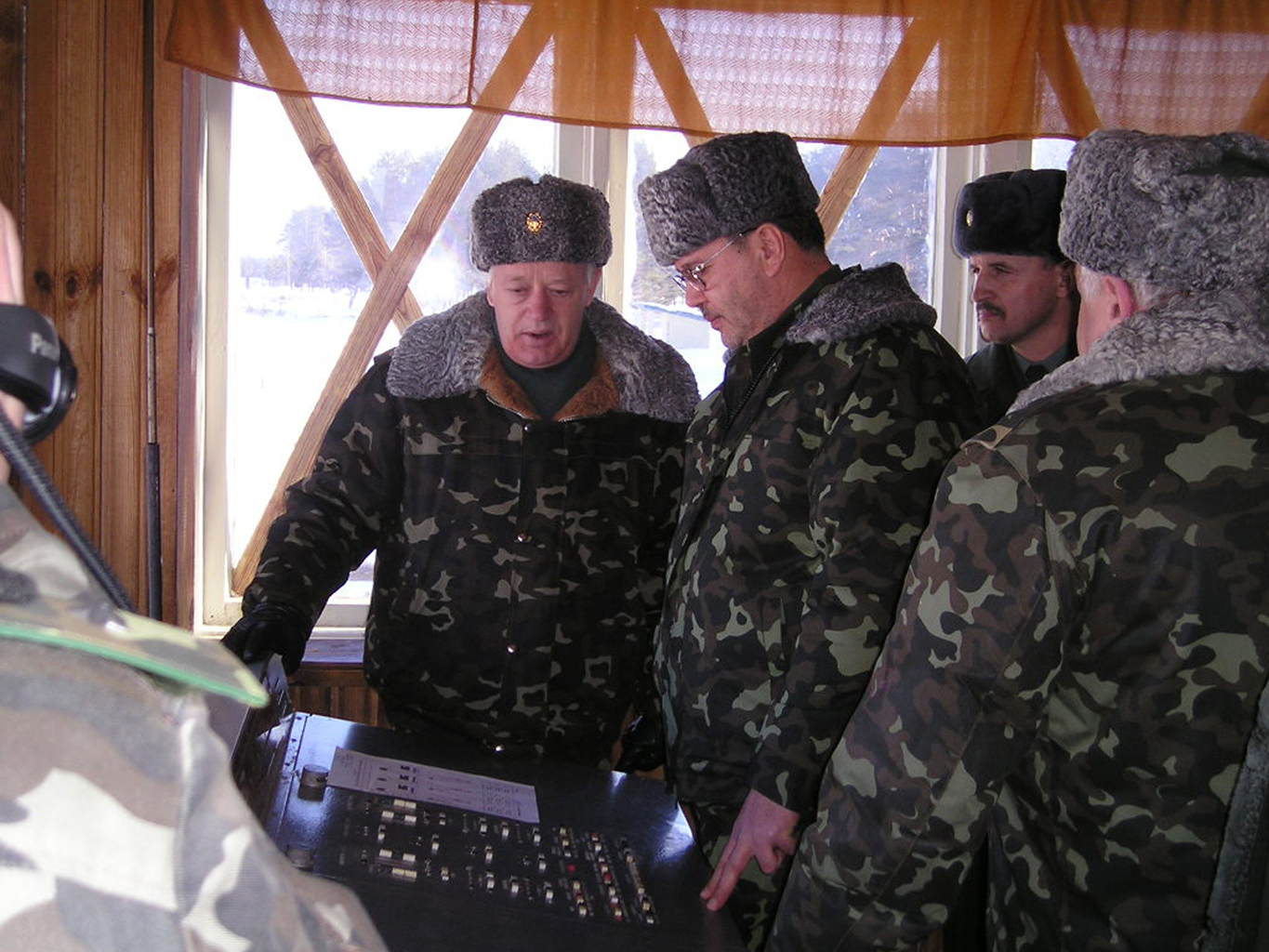
Міністр оборони Анатолій Гриценко на полігоні
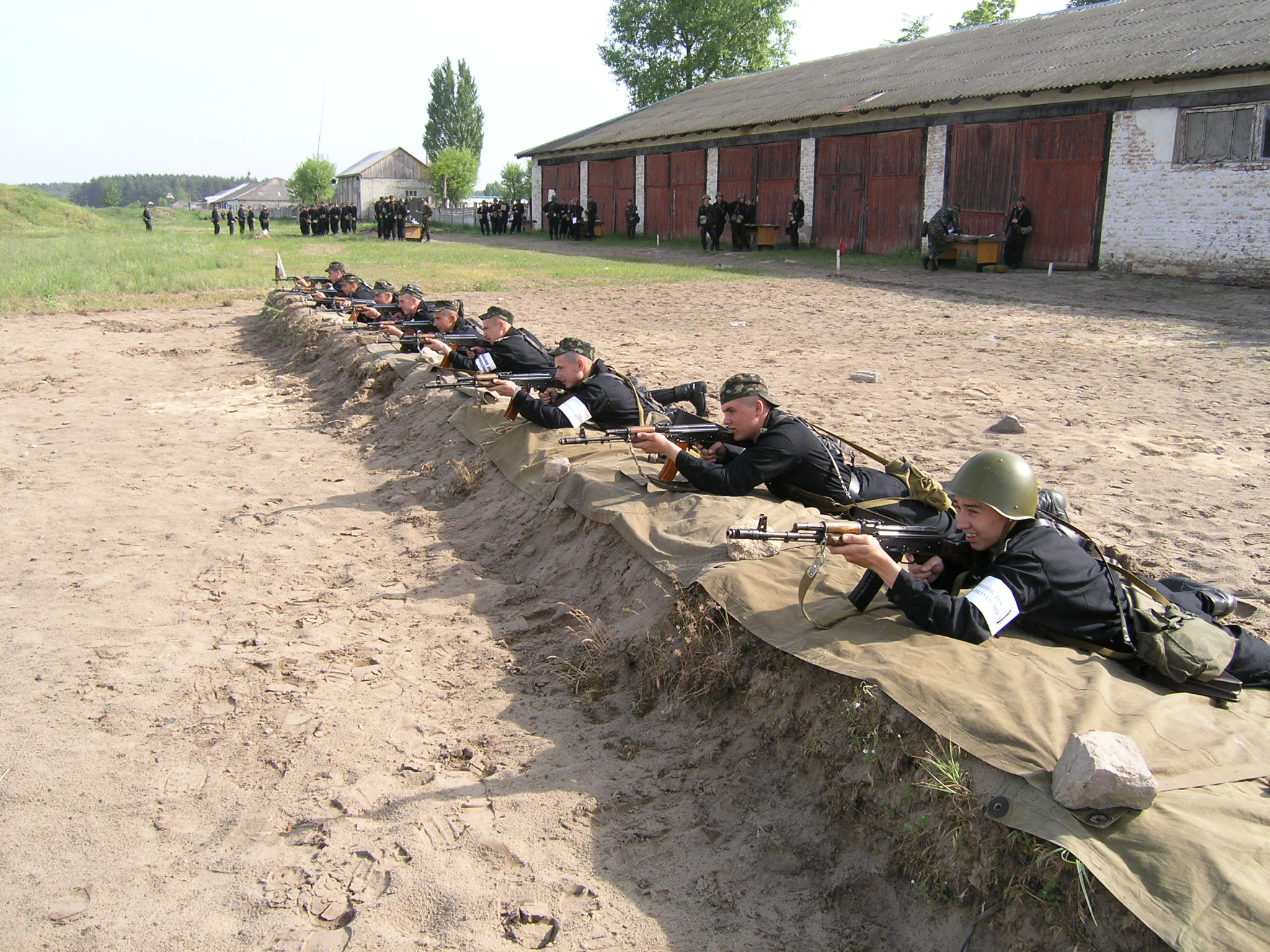
На вогневому рубежі
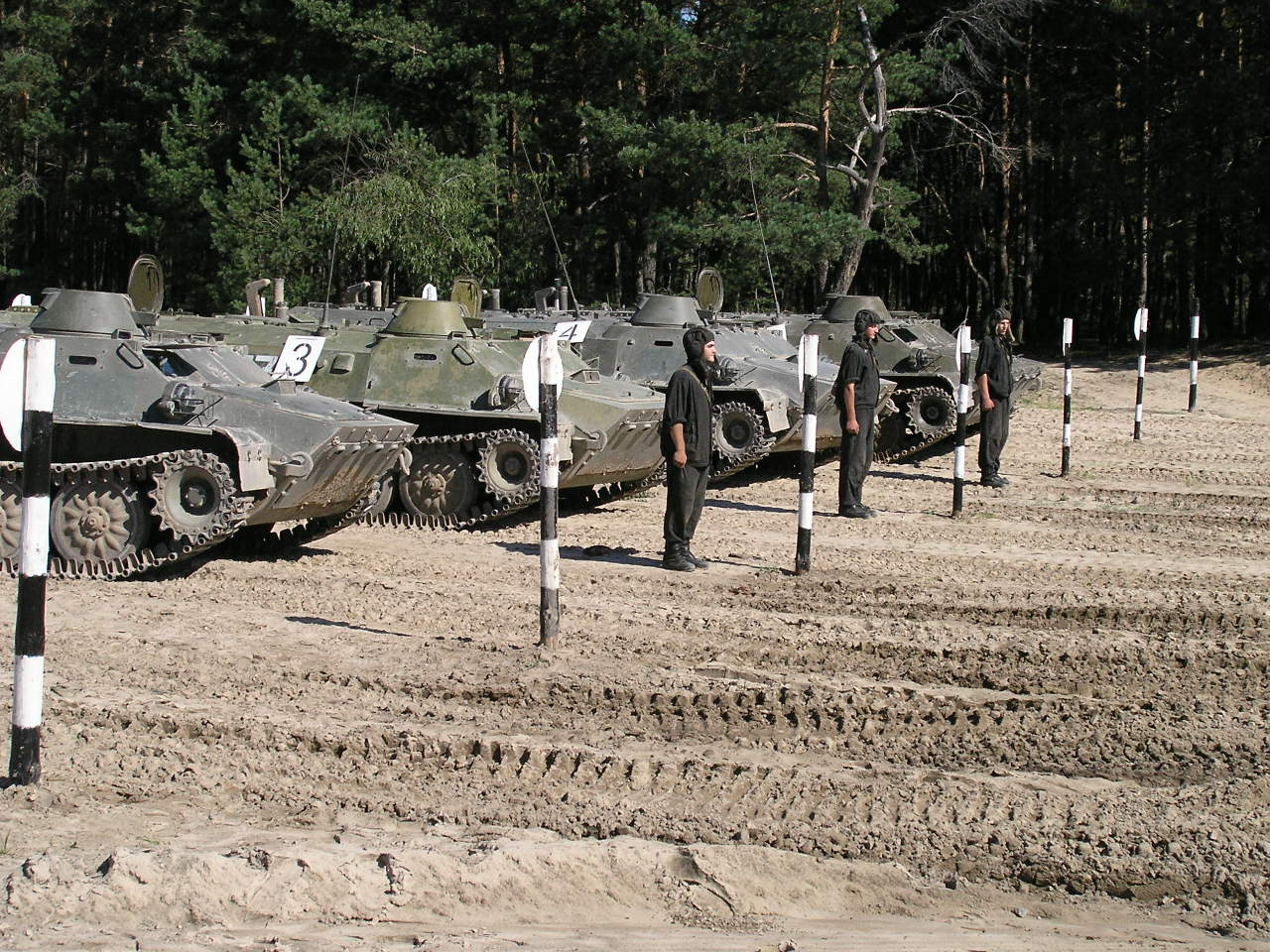
Водіння бойових машин
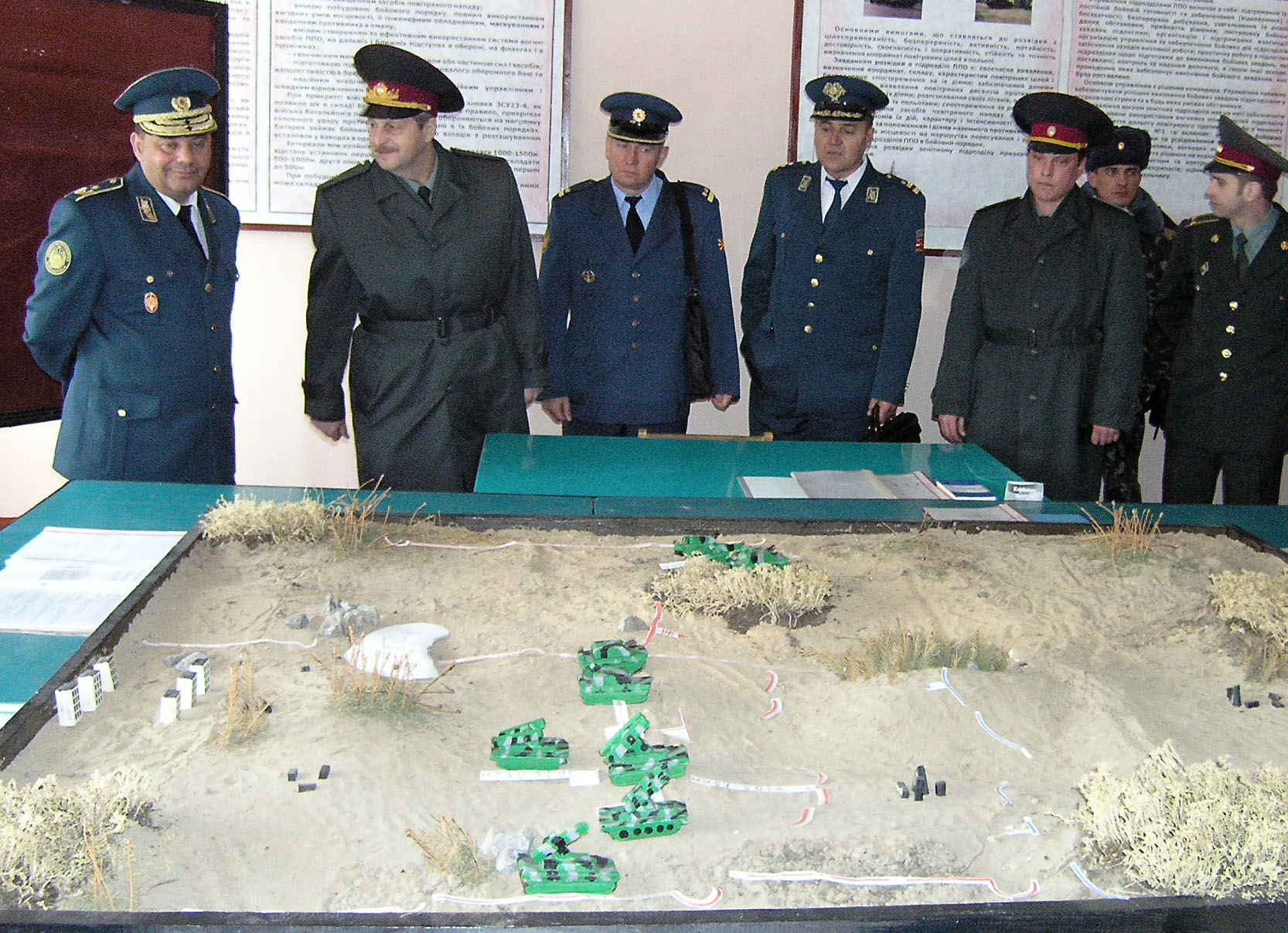
Делегація МО Македонії знайомиться з навчальною базою
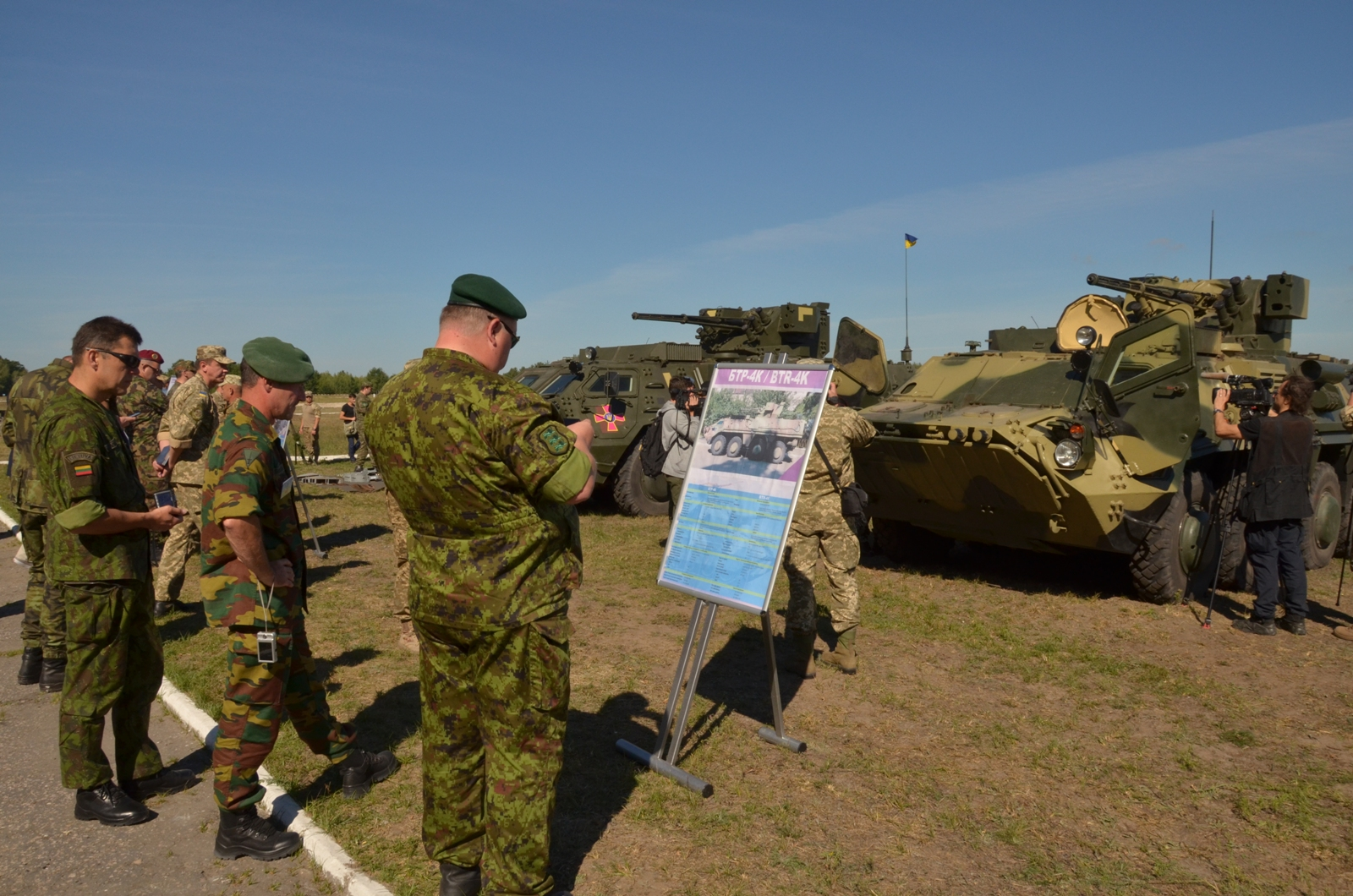
2016 рік
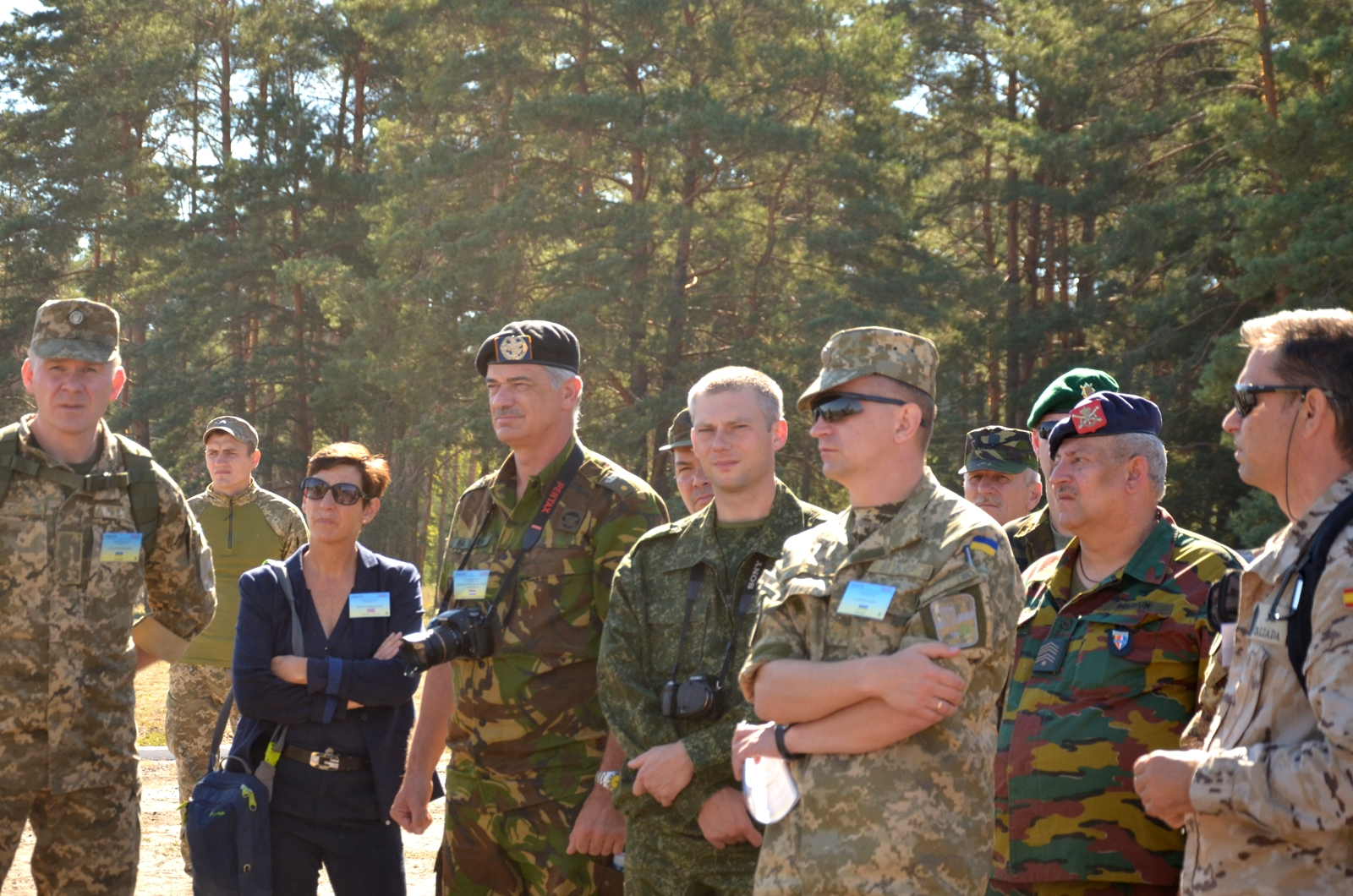
2016 рік